# فرانسوا بونه
فرانسوا بونه (فرانسوی: François Bonnet‎) دوچرخه‌سوار اهل فرانسه بود. وی در بازی‌های المپیک تابستانی ۱۹۰۸ شرکت کرده است.